# Gustav-Wasa-Kirche

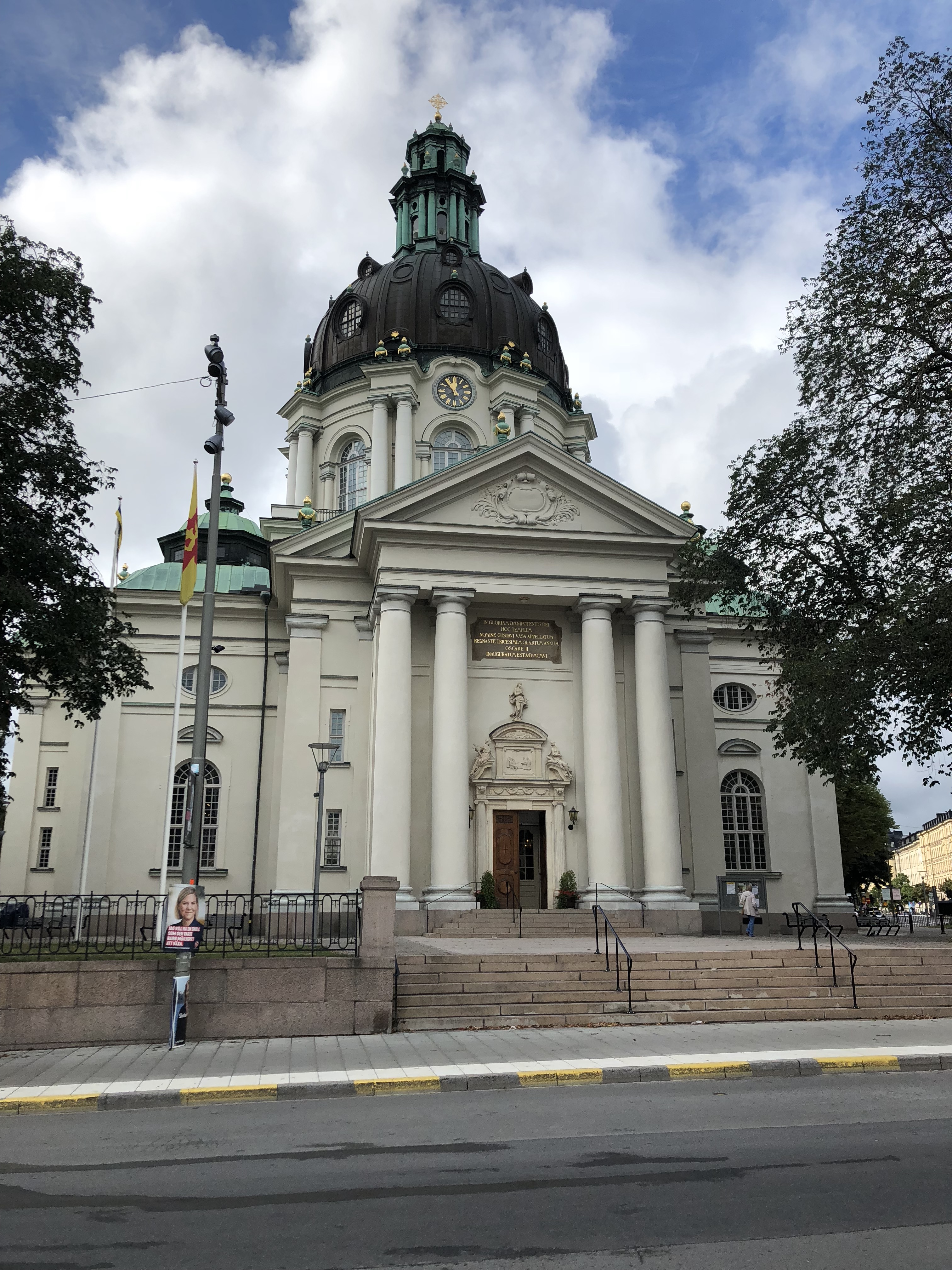
Der Haupteingang in Richtung Odenplan

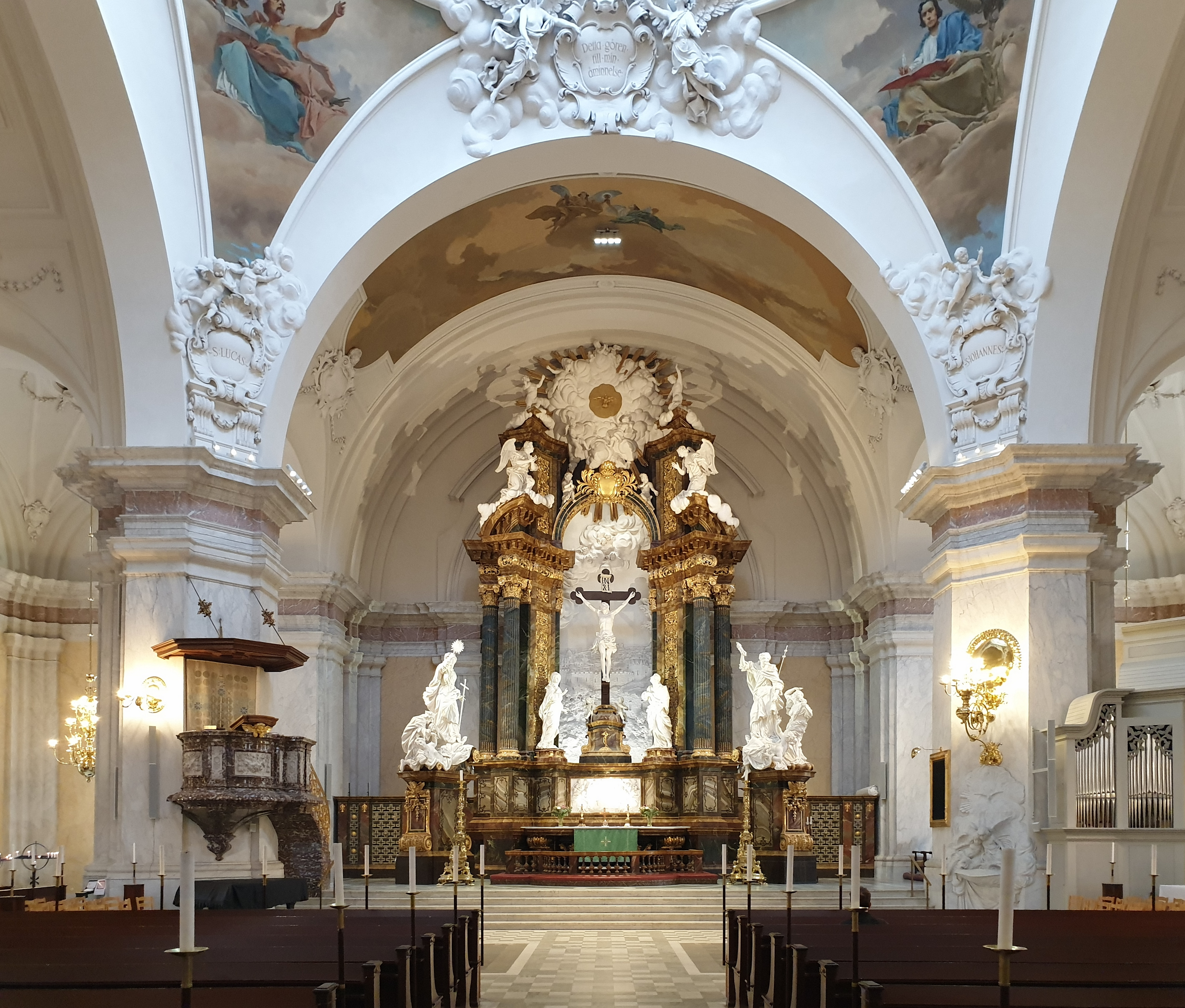
Blick durch das Mittelschiff zum Altar

Die Gustav-Wasa-Kirche (Schwedisch: Gustaf Vasa kyrka) ist ein Kirchengebäude im Stadtteil Norrmalm der schwedischen Hauptstadt Stockholm. Sie wurde am 10. Juni 1906 auf dem Platz Odenplan eingeweiht. Benannt ist sie nach Gustav I. Wasa, dem ersten schwedischen König nach der Kalmarer Union. Sie steht als Kyrkligt kulturminne unter gesetzlichem Schutz.

## Architektur
Das Gebäude entstand nach Zeichnungen des Architekten Agi Lindegren und ist mit seinen etwa 1.200 Sitzplätzen eine der größten Kirchen in Stockholm. Die Gestaltung folgte dem neubarocken Stil nach dem Vorbild italienischer Barockkirchen mit einem griechischen Kreuz als Grundriss. Der Haupteingang liegt auf der Ostseite zum Platz hin, womit diese Front am eindrucksvollsten gestaltet wurde. Die Räumlichkeiten direkt am Eingang fungierten ursprünglich als Waffenhaus. Die zwei Sakristeien im westlichen Teil der Kirche flankieren die Treppe hinab zur Krypta.
Die Mitte des Kreuzes wird von einem Turm mit hoher Kuppel und Laterne überragt. Auch die vier quadratischen Querhäuser tragen Laternen. Die Fassaden sind mit Hilfe von Pilastern gegliedert und die vier Portale, eines in jedem Kreuzarm, sind den Giebeln klassischer Tempel nachempfunden. Der Haupteingang wird von zwei Doppelsäulen flankiert. Über jedem Eingang befinden sich Kartuschen mit lateinischen Inschriften.

## Ausstattung
Die prägenden Elemente des Inventars sind vor allem der Altar mit seinen hohen Seitengruppen. Diese entstanden teilweise nach dem Vorbild der Einrichtung der jesuitischen Mutterkirche Il Gesù in Rom. Sie wurden 1725–1731 von Burchardt Precht angefertigt und waren ursprünglich für den Dom zu Uppsala gedacht.
Die Kanzel aus Marmor entwarf Agi Lindegren selbst und das Taufbecken schuf die Bildhauerin Sigrid Blomberg. Die Gemälde an der Innenseite der Kuppel stellen die Verklärung des Herrn dar und wurden von Vicke Andrén geschaffen, der auch die Gewölbe der Kreuzarme dekorierte. Bei einer Renovierung 1965/66 wurden die vier Ecken vom Architekten David Dahl zu Kapellen für Taufen und andere Aktivitäten umgestaltet. Die Kapellen sind nach den vier Evangelisten benannt (Matthäus, Markus, Lukas und Johannes) und durch ein Abbild des jeweiligen Bibelautoren geschmückt. Die dreischiffige Krypta unter dem Mittelteil der Kirche diente anfangs als Begräbniskapelle. Diese wurde 1923–24 unter der Leitung des Architekten Gustaf Lindgren mit einem Kolumbarium erweitert und 1951 zu einer Kleinkirche umgebaut.

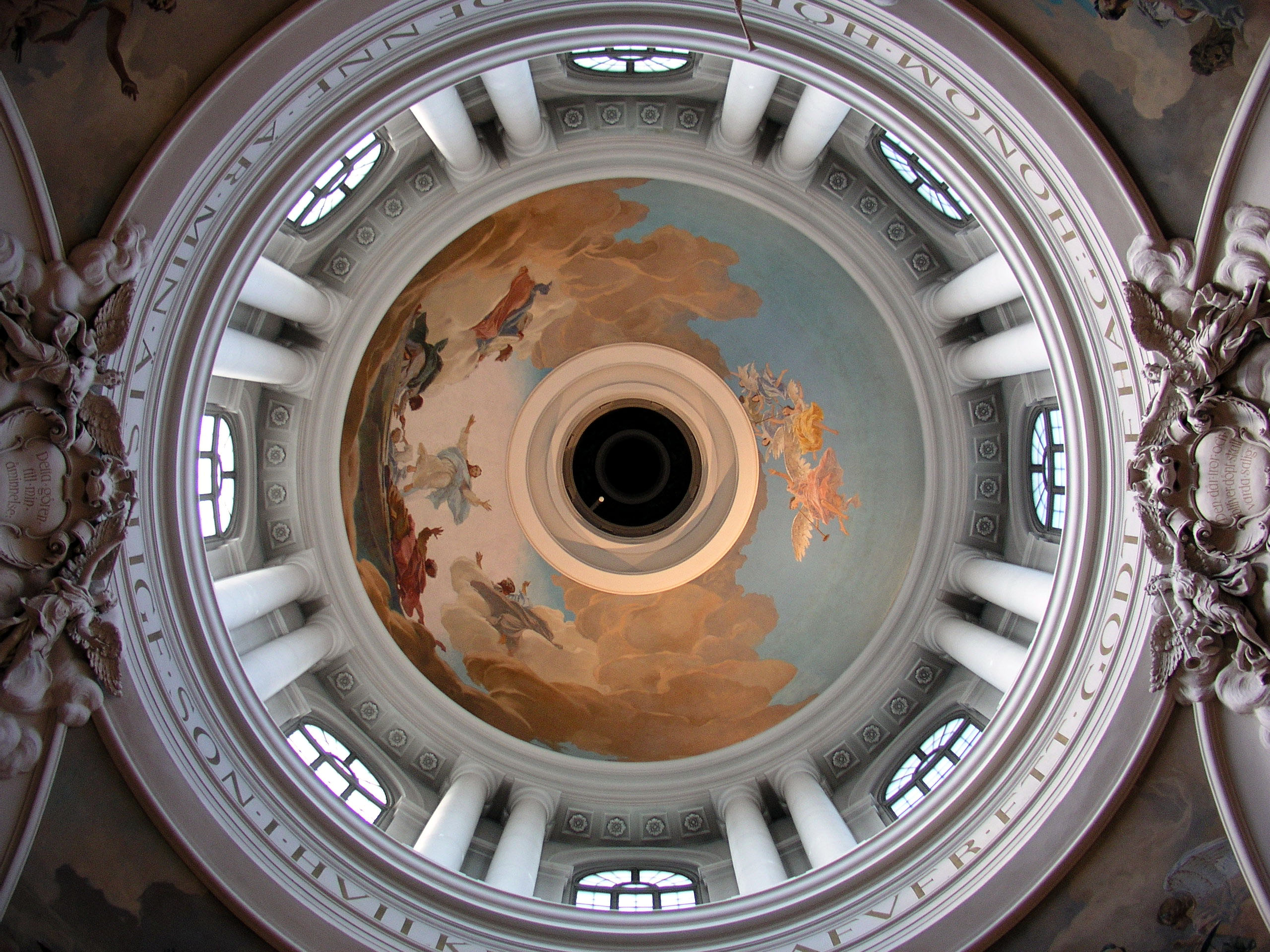
Kuppel mit Gemälden von Vicke Andrén
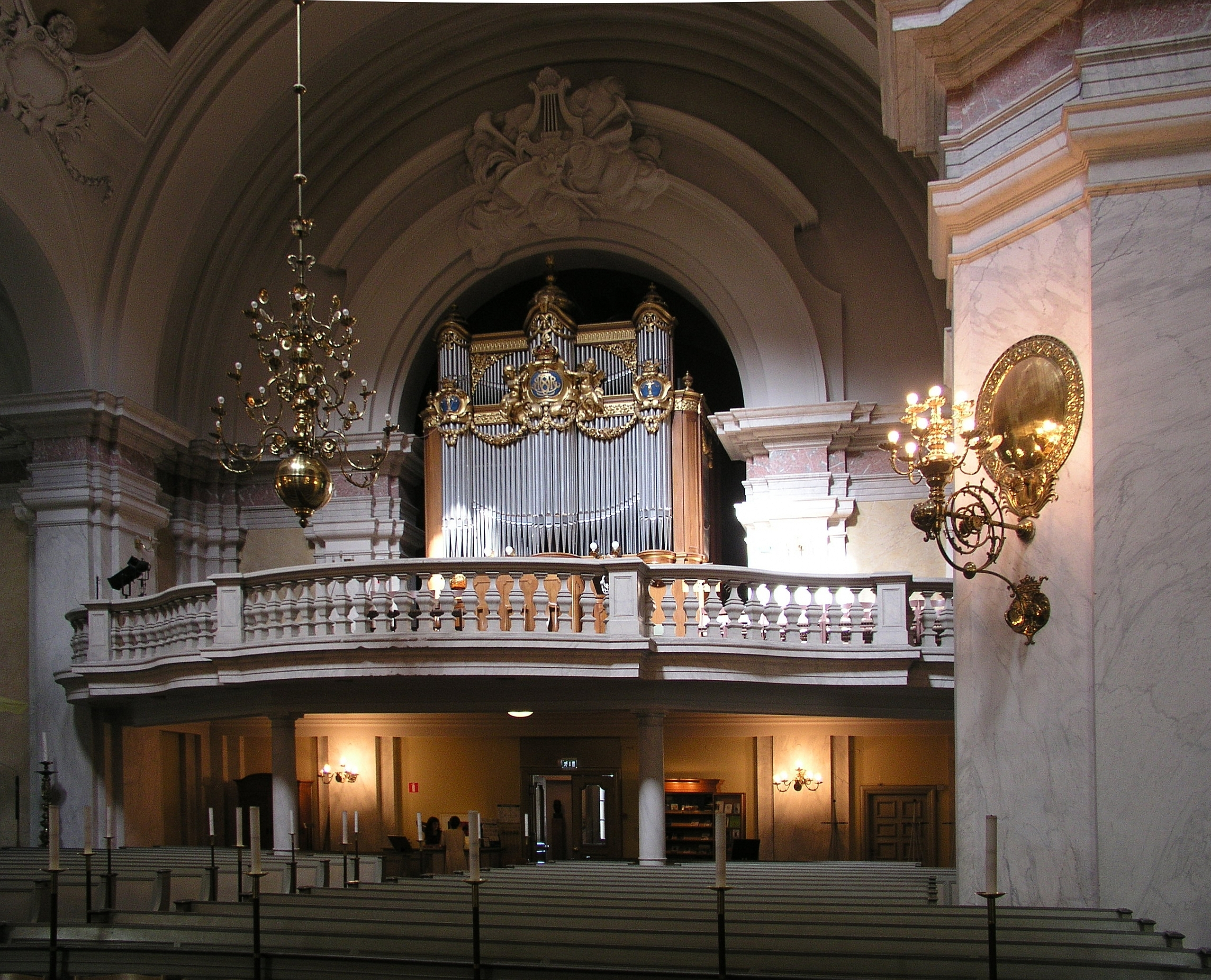
Orgel
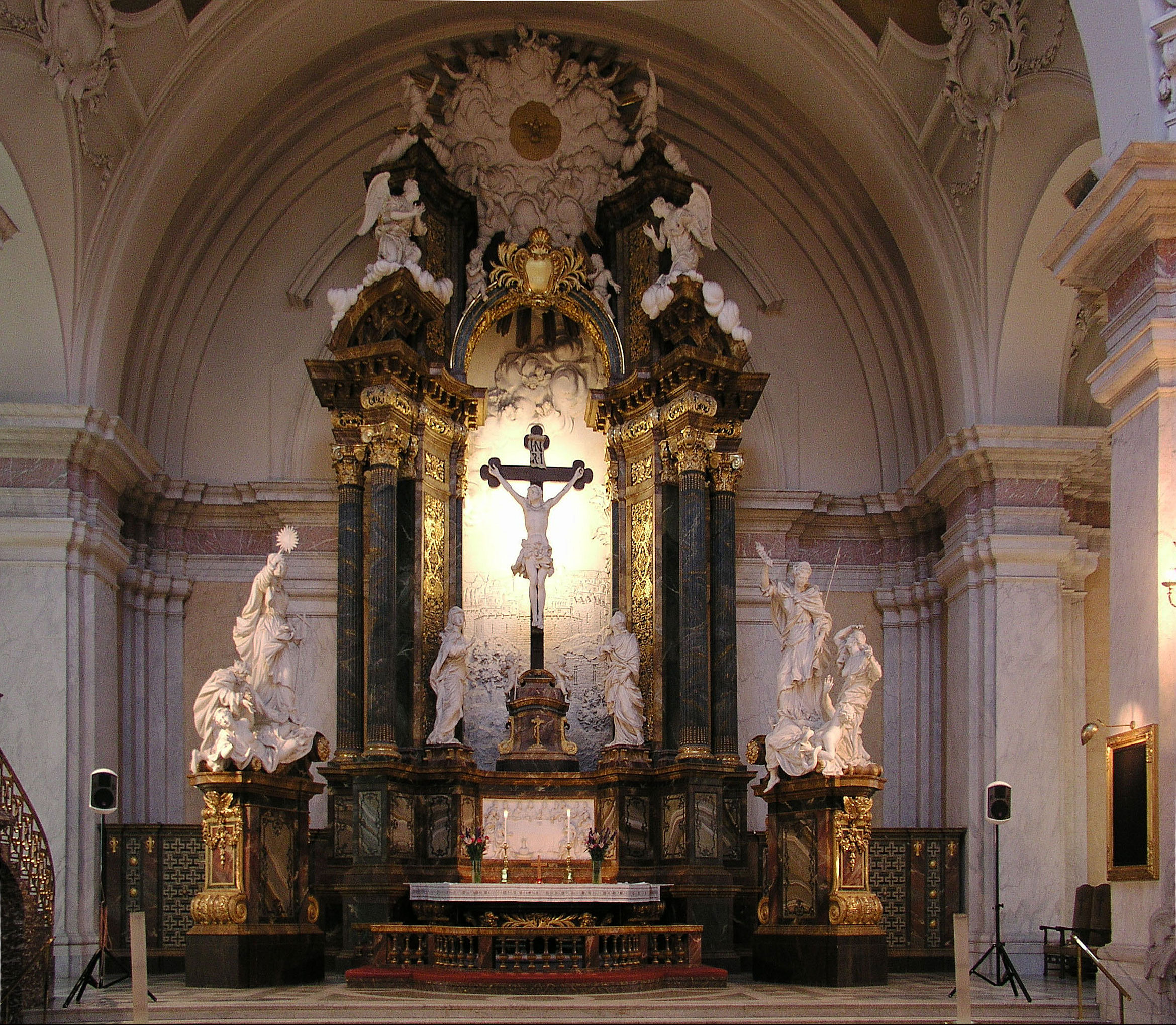
Altar mit Seitengruppen
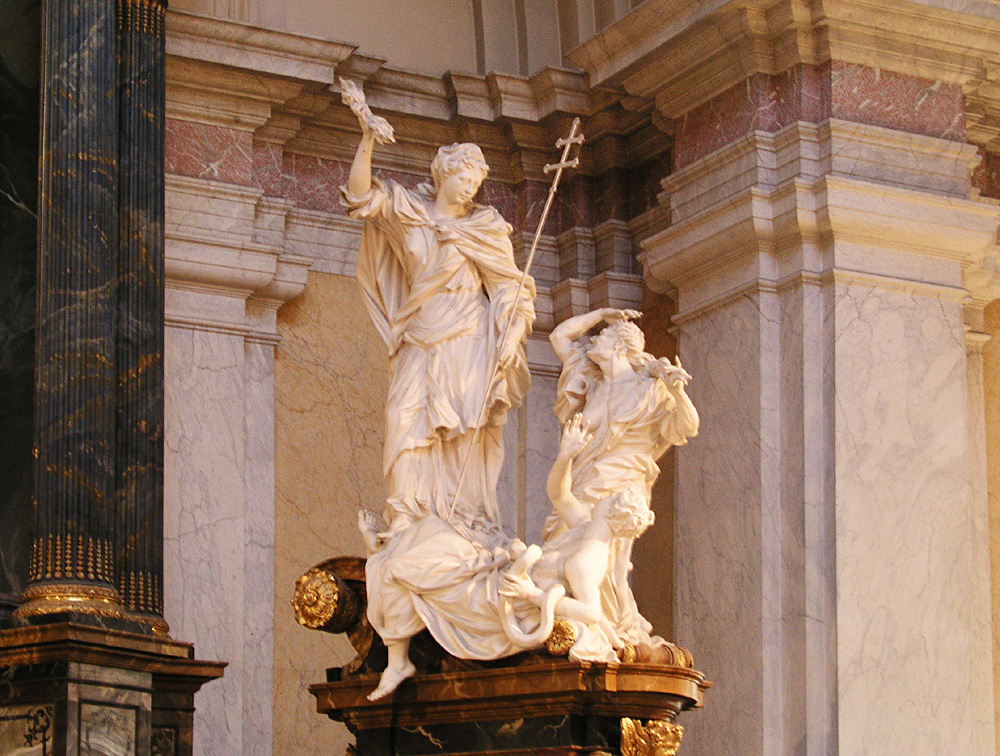
Die rechte Altargruppe

### Orgel
Die Hauptorgel der Kirche wurde 1906 von den Orgelbauern Åkerman & Lund (Sundbyberg) erbaut und im Laufe der Zeit kontinuierlich erweitert. Das Instrument hat heute 76 Register (4.826 Pfeifen) verteilt auf vier Manuale und Pedal. Otto Olsson war 49 Jahre Organist der Gustav-Wasa-Kirche und hatte großen Einfluss auf die Gestaltung der Orgel.
| I Grand Organ C–a3 |       |
| Principal          | 16′   |
| Principal          | 8′    |
| Octava             | 8′    |
| Flagflöjt          | 8′    |
| Gamba              | 8′    |
| Dubbelflöjt        | 8′    |
| Octava             | 4′    |
| Gamba              | 4′    |
| Flöjt              | 4′    |
| Quinta             | 2 ⁄3′ |
| Octava             | 2′    |
| Grand Garnet V     |       |
| Plein Jeu V        |       |
| Tertian II         |       |
| Trumpet            | 16′   |
| Trumpet            | 8′    |

| II Positiv C–a3  |       |
| Borduna          | 16′   |
| Principal        | 8′    |
| Synthematophon   | 8′    |
| Fugara           | 8′    |
| Flute harmonique | 8′    |
| Gemshorn         | 4′    |
| Hålflöjt         | 4′    |
| Quinta           | 2 ⁄3′ |
| Flageolet        | 2′    |
| Mixtur III       |       |
| Krummhorn        | 8′    |

| III Positif expressif C–a3 |       |
| Borduna                    | 8′    |
| Octava                     | 4′    |
| Flute douce                | 4′    |
| Sesquialtera II            |       |
| Nachthorn                  | 2′    |
| Larigot                    | 1 ⁄3′ |
| Piccolo                    | 1′    |
| Dulcian                    | 16′   |
| Clarinette                 | 8′    |
| Corno                      | 8′    |
| Clairon                    | 4′    |

| IV Récit expressif C–a3 |       |
| Gedackt                 | 16′   |
| Principal               | 8′    |
| Violin                  | 8′    |
| Salicional              | 8′    |
| Aeolin                  | 8′    |
| Voix celeste            | 8′    |
| Rörflöjt                | 8′    |
| Quintadena              | 8′    |
| Principal               | 4′    |
| Flute octaviante        | 4′    |
| Salicet                 | 4′    |
| Nasard                  | 2 ⁄3′ |
| Waldflöjt               | 2′    |
| Gemshornsters           | 1 ⁄3′ |
| Harmonia aetherea III   |       |
| Garnet IV               |       |
| Euphone                 | 8′    |
| Oboe                    | 8′    |

| Pedal C–f1        |         |
| Contrebasse (akk) | 32′     |
| Principal         | 16′     |
| Violan            | 16′     |
| Subbas            | 16′     |
| Ekobas            | 16′     |
| Quinta            | 10 2⁄3′ |
| Violoncell        | 8′      |
| Borduna           | 8′      |
| Quinta            | 5 1⁄3′  |
| Octava            | 4′      |
| Flöjt             | 4′      |
| Ters              | 3 1⁄5′  |
| Septima           | 2 ⁄7′   |
| Blockflöjt        | 2′      |
| Mixtur IV         |         |
| Contrabasun       | 32′     |
| Basun             | 16′     |
| Fagott            | 16′     |
| Trumpet           | 8′      |
| Clairon           | 4′      |

- Koppeln: I/I (Superoktavkoppel), II/I (auch als Suboktavkoppel), III/I, III/II, III/III (Suboktavkoppel), I/P, II/P (auch als Superoktavkoppel), III/P